# 秋瑾 (1984年電視劇)
《秋瑾》（Qiu Jin: A Woman To Remember）是香港無綫電視1984年拍攝的電視連續劇，全劇共20集，監製蕭笙，主要演員有汪明荃、謝賢、劉江、任達華、楊澤霖等。

## 故事大綱
1905年，秋氏東渡日本；後於翌年回國，至1907年，在華東發生起義，並於7月15日處死，而她的死亡間接促成辛亥革命。

## 演員表
- 汪明荃 飾 秋　瑾
- 謝　賢 飾 王廷鈞
- 區艷蓮 飾 秋瑾同學
- 潘宏彬
- 梁潔華 飾 小　玉
- 歐陽震華 飾 林　寬
- 黃素娟
- 霍潔貞  飾 秋瑾同學
- 陳嘉碧
- 甘永禧
- 陳　東
- 梅智清
- 張英才 飾 秋壽南（秋瑾父）
- 蘇杏璇 飾 秋　母
- 陳安瑩 飾 香　蓮（秋瑾婢女）
- 梁鴻華 飾 啟　生（金逸之會計）
- 池佩芬 飾 秋瑾同學
- 白　蘭
- 余慕蓮
- 何鳳儀
- 麥飛霏
- 文秀言
- 吳博君
- 呂靜紅
- 梁靜文
- 許逸華 飾 蓮 絲（後為本明妻子）
- 鄧汝超
- 孫季卿
- 鄭少萍
- 陳志雄
- 俞　明 飾 林寬父
- 石中玉
- 石毅魂
- 陳玉麟
- 王靜儀
- 劉　江 飾 金逸之（清末成親王之子，愛新覺羅恩榮）
- 馬宗德 飾 秋瑾舅父
- 黃素媚
- 譚一清 飾 校長
- 張志強
- 虞天偉
- 秦覺廉
- 徐新義
- 羅國維 飾 貴　福
- 黃振文
- 胡芳齡
- 陳栢燊
- 白　蘭
- 何璧堅 飾 商人
- 劉國誠 飾 本　明
- 郭　鋒 飾 朱紅燈
- 凌禮文
- 白文彪 飾 王廷鈞父
- 佩　雲 飾 王廷鈞母
- 何　雲
- 龍天生 飾 王廷鈞書僮
- 源子才 飾 街童
- 謝子揚
- 陳榮輝
- 梁　雄
- 黃宗賜 飾 義和團成員
- 劉偉海
- 王家駒 飾 威爾遜
- 謝　雄
- 李青薇
- 任達華 飾 陳少白
- 何廣倫 飾 汪烈
- 林文偉 飾 清廷殺手
- 高　雄 飾 清廷殺手
- 麥子雲 飾 楊鶴齡
- 江志深
- 麥皓為 飾 香港警察
- 劉青雲 飾 香港警察
- 吳華山 飾 香港警察
- 高妙思 飾 翠　鳳（金逸之前女友）
- 葉天行 飾 湯壽潛
- 連偉健
- 關灼元 飾 香港警察
- 馬慶生 飾 清廷殺手
- 曾楚霖 飾 賭場荷官
- 何貴林 飾 張亞林
- 張志強
- 梁潔芳 飾 貴夫人
- 談泉慶
- 傅玉蘭 飾 廉夫人 (芝玲) (後為王廷鈞情人）
- 李建川 飾 康先生
- 羅麗娟
- 楊澤霖 飾 徐錫麟
- 張文光
- 吳業光
- 曹　濟
- 飾 恩　銘
- 劉妙玲
- 蔡麗薇
- 葉麗霞
- 梁志芳
- 龔慈恩 飾 服部繁子（鈴木先生姪女）
- 李樹佳 飾 胡道南
- 朱　剛 飾 鈴木先生
- 李國平
- 徐　僖 飾 吳　樾
- 梁少狄 飾 馮自由
- 虞天偉
- 黃思恩
- 關　鍵 飾 市　長
- 林民偉 飾 公　使
- 謝子揚
- 吳啟華
- 黎壁光
- 梁　珊 飾 徐振漢（徐錫麟妻）
- 吳博君
- 陶大宇 飾 革命黨團練成員（龍套）
- 鮑偉亮
- 黃宗賜 飾 王沅德
- 馬宗德